# 泰國科技

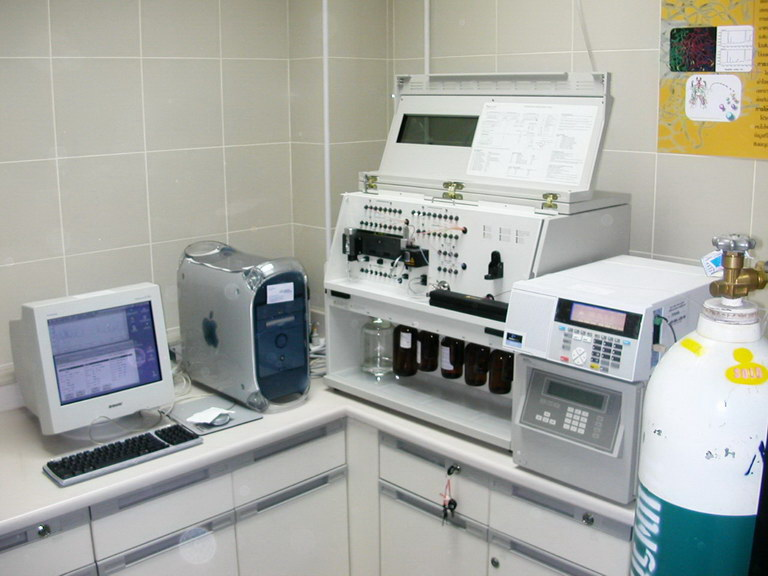
國立科技開發局稻米研究室

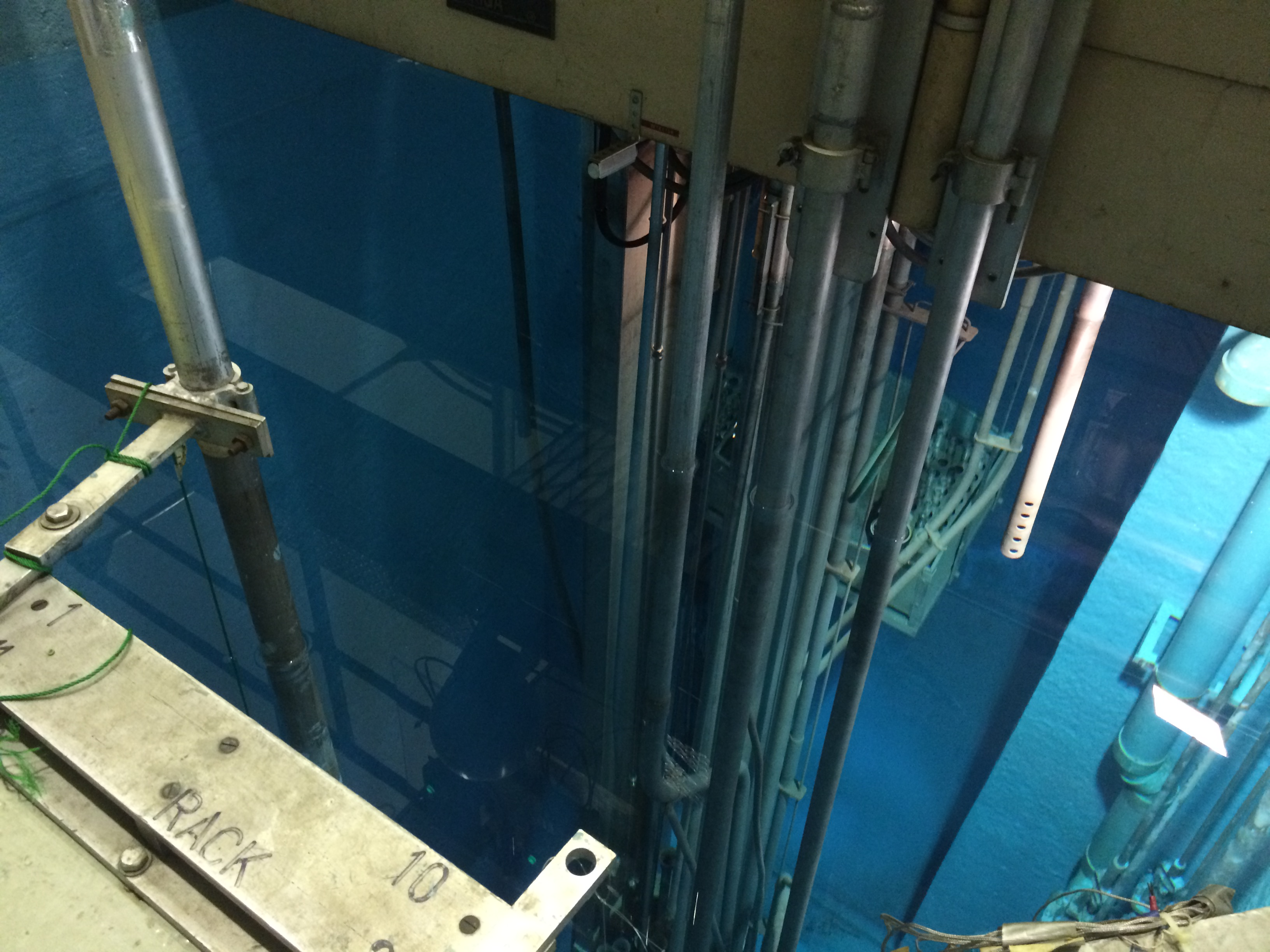
泰國的研究用核反應爐，由美國進口安裝

長期以來泰國處於經濟較落後的東南亞地區，國政方針為脫離貧困人口的數量當主軸，科技發展較少，至今無科學類諾貝爾獎獲得者，科研預算以農牧業和少量化學研發為主。
1991年底設立了國立科技開發局(National Science and Technology Development Agency)整合科研力量，下屬科技研究基金計劃和青少年科技教育計劃等投資項目，並有直屬的國立基因研究廳、國立金屬研究廳、國立電子研究廳、國立有機電子研究室等。

## 危機
佛教為主的泰國社會人民觀念較注重心靈，對於物質技術有並不積極的氛圍，90年代開始隨著全球化有不少外資企業看重低廉的勞力而進入泰國設廠，加上美國的外交利益有所傾斜幫助，出現了電子製造代工榮景。然而這些設廠卻並未內化至泰國社會，本土廠商鮮少有企圖心去從外資企業獲得技術成立自主的科技工業生態，而只將外資的設廠視為單純的工作機會。出口占泰國經濟產出的比例超過6成，電子產品又是出口最大宗，約占出口總額的15％。泰國為全球僅次於中國的第2大硬碟製造國，美國威騰電子（Western Digital）和希捷科技（Seagate Technology）等硬碟大廠皆在泰國設廠。
2015年起韓國樂金電子宣布，位在泰國羅勇府（Rayong）的工廠，待下個月最後一批電視機出廠後將關閉，整個生產線遷往東北方1,500公里處的越南港口城市海防市，看中的就是當地勞力成本更便宜，距離以中國為據點的供應商更近。可以說是泰國逐漸失去勞力低價後加上淹水與政治動盪，開始不再是設廠首選地，此時缺乏本土科技實力的缺點暴露，泰國完全沒有本土誕生的世界級科技公司，更遑論專利和人才的積累。泰國2015年在世界經濟論壇全球競爭力指數的創新排名，從2007年的33名掉到67名。泰國電機、電子暨電信同業工會會長VISNU LIMWIBUL指出：「現在是高科技産品時代，卻不見有人做這方面的投資。」
為彌補問題2016年起官方鎖定了較軟性不依賴硬體的數位金融FinTech與電子商務當切入點，意圖重振社會上的科技氛圍。